# Antônio de Moura Carvalho
Antônio de Moura Carvalho, genannt Tony oder Tony Talibã, (* 29. Mai 1986 in São Paulo) ist ein brasilianischer Fußballtrainer und ehemaliger Fußballspieler. Der Rechtsfüßer wurde vorwiegend im offensivem Mittelfeld eingesetzt.

## Karriere
Tony begann seine Laufbahn 2007 und durchlief zunächst verschiedene unterklassige Klubs. Durch ein Leihgeschäft des Boavista SC kam der Spieler 2009 zum Botafogo FR aus Rio de Janeiro. Mit diesem bestritt er am 17. Mai sein erstes Spiel in der obersten brasilianischen Spielklasse. Im Spiel gegen den SC Corinthians wurde er nach der Halbzeitpause eingewechselt. In derselben Saison erzielte er auch sein erstes Ligator. Im Spiel gegen Sport Recife am 30. Mai 2009 wurde er nach der Halbzeitpause eingewechselt. Nach einem 0:2-Rückstand, erzielte er in der 56. Minute das Tor zum 1:2 (Entstand 2:2). Das Leihgeschäft währte bis Mitte August 2011. Dann wurde Tony an den Duque de Caxias FC in Série B verliehen.
Nachdem Tony 2010 noch für Boavista in der Staatsmeisterschaft von Rio de Janeiro antrat, wurde er für den Rest der Saison in die Série A an den Ceará SC ausgeliehen. In den folgenden Jahren wiederholte sich dieses Schema. Nach den Spielen für Boavista in der Carioca, wurde Tony an einen Série A oder B Klub ausgeliehen. Anfang 2014 wurde der Spieler in den Iran an den Esteghlal Teheran verliehen. Für diesen bestritt er acht Ligaspiele sowie seinen ersten Auftritt auf internationaler Klubebene. In der AFC Champions League 2014 trat er am 25. Februar 2014 gegen al-Shabab (Saudi-Arabien) an. In dem Spiel wurde er in der 78. Minute eingewechselt.
2015 war sein Kontrakt mit Boavista beendet. Tony kam zum EC XV de Novembro (Piracicaba), um mit diesem die Staatsmeisterschaft von São Paulo zu bestreiten. Danach ging er zum América Mineiro. Mit dem Klub wurde er 2015 Tabellenvierter der Série B und damit die Qualifikation für die Série A 2016. Anfang 2016 gewann Tony mit dem Klub die Staatsmeisterschaft von Minas Gerais. Im Juni 2017 wechselte Tony zum Clube de Regatas Brasil nach Maceió.
Zum Start Saison 2018 wechselte Tony erneut den Klub. Er ging zum Ituano FC, um mit diesem in der Staatsmeisterschaft von São Paulo anzutreten. Zu Beginn der Meisterschaftsrunde unterzeichnete Tony beim EC Juventude einen neuen Kontrakt. Zum Saisonauftakt 2019 ging Tony zum Associação Ferroviária de Esportes. Zur Meisterschaftsrunde wurde er an den Figueirense FC ausgeliehen. Zur Saison 2020 kehrte er zu Ferroviária zurück. Für Ferroviária bestritt Tony 2020 insgesamt 31 Spiele, davon elf in der Staatsmeisterschaft (ein Tor), vier im Copa do Brasil 2020 (ein Tor) und 16 in der Série D (ein Tor). Im Februar 2021 wurde Tony an den Guarani FC ausgeliehen. In die Saison 2022 startete er dann wieder für Ferroviária. Im August 2022 wechselte der Spieler zum
Criciúma EC. Nach Beendigung der Série B 2022 im November des Jahres beendete er seine aktive Laufbahn.
Im August 2024 wurde Tony vom Cruzeiro EC aus Belo Horizonte als Trainer im Nachwuchsbereich eingestellt. Bereits seit März 2023 hatte er in dem Klub ein Praktikum im Management absolviert.

## Erfolge
América
- Staatsmeisterschaft von Minas Gerais: 2016